# Phil Driscoll
Phil Driscoll, född 9 november 1947 i Seattle, är en amerikansk predikant och musiker, välkänd som trumpetare. Driscoll är en kristen musiker som både gett ut instrumental trumpetmusik och konventionell popmusik.

## Diskografi
- 1970 – Blowin' a New Mind
- 1972 – A Touch of Trumpet
- 1981 – Ten Years After
- 1982 – What Kind of Love
- 1982 – Sound the Trumpet
- 1983 – Songs of the Spirit, Volumes 1 and 2
- 1983 – I Exalt Thee
- 1983 – Covenant Children
- 1984 – Celebrate Freedom
- 1985 – Power of Praise
- 1986 – The Spirit of Christmas
- 1986 – Instrument of Praise
- 1986 – Amazing Grace and Other Favorites
- 1987 – Make Us One
- 1988 – Classic Hymns Vol 1
- 1990 – Gabe and the Good News Gang
- 1990 – Warriors
- 1990 – Inner Man
- 1991 – Classic Hymns Vol 2
- 1992 – The Picture Changes
- 1993 – Heaven and Nature Swing
- 1995 – In His Presence
- 1995 – Selah Volume 1
- 1995 – Selah Volume 2
- 1996 – A Different Man
- 1997 – Live! With Friends
- 1997 – Live Praise and Worship
- 1998 – I Exalt Thee
- 1999 – The Quiet
- 1999 – Plugged In
- 1999 – Simple Song
- 2003 – One Nation Under God
- 2006 – Drops of Praise